# Amnesicoma simplex
Amnesicoma simplex là một loài bướm đêm trong họ Geometridae.